# 2025 en diplomatie
Cet article présente des faits marquants de l'année 2025 en diplomatie.

## Évènements
- 12 mai : Le Parti des travailleurs du Kurdistan (PKK) a annoncé sa dissolution, mettant fin à 40 années de conflit armé face à l'État de Turquie[1].
- 9 au 13 juin : Troisième Conférence des Nations unies sur l'océan à Nice.
- 24 au 25 juin : 32e sommet de l’OTAN à La Haye.
- 1er juillet : le Danemark prend la présidence du Conseil de l'Union européenne pour six mois.
- 9 juillet : la Cour européenne des droits de l'homme rend un arrêt sur l'affaire Ukraine et Pays-Bas c. Russie reconnaissant les violations très nombreuses, flagrantes et sans précédent de la Convention européenne des droits de l'homme commises en Ukraine par la Russie, depuis 2014, et la responsabilité de cette dernière dans l'abattage du vol MH17[2].
- 10 juillet : suite à l'accord de paix conclu le 19 avril 2025 entre le gouvernement centrafricain et les groupes armés 3R et Unité pour la paix en Centrafrique, ces derniers sont officiellement dissous au cours d'une cérémonie organisée à Bangui[3].
- 8 août : l'Arménie et l'Azerbaïdjan concluent un accord de paix à Washington D.C. pour mettre un terme au conflit du Haut-Karabagh.
- 15 août : 
  - sommet Russie-États-Unis en Alaska.
  - échec du second cycle de négociations sur le traité international contre la pollution plastique à Genève[4]. :
- 11 septembre : entrée en vigueur de l’accord d’accès réciproque (RAA) Japon - Philippines signé le 8 juillet 2024 portant sur l’accès réciproque et la facilitation de la coopération entre les Forces japonaises d’autodéfense et les Forces armées des Philippines[5].